# Chandani und ihr Elefant
Chandani und ihr Elefant ist ein deutscher Dokumentarfilm des Kölner Regisseurs Arne Birkenstock, gedreht bis Oktober 2008 in Sri Lanka im Elefantenwaisenhaus Pinnawala und im Udawalawe-Nationalpark. Kameramann war Marcus Winterbauer, der u. a. schon bei den überaus erfolgreichen Kino-Dokumentarfilmen Rhythm Is It! und Full Metal Village die Kamera führte. Die Musik zu dem Film komponierten Dürbeck & Dohmen, für den Schnitt zeichneten Felix Bach und Tim McLeish verantwortlich. Der Film wurde von den Kölner Produktionsfirmen Fruitmarket Kultur und Medien und Tradewind Pictures in Zusammenarbeit mit dem SWR, dem WDR, ARTE und YLE TV2 produziert. Als Koproduzent unterstützte Dr. Peter Bach die Produktion des Films. Der Film wurde von der Filmstiftung Nordrhein-Westfalen, der Filmförderungsanstalt, den Deutschen Filmförderfonds und dem Beauftragten der Bundesregierung für Kultur und Medien gefördert. Der Film startete am 4. November 2010 im Verleih der Real Fiction Filme in den deutschen Kinos.

## Inhalt
Der Dokumentarfilm erzählt die Geschichte der 16-jährigen Chandani aus Sri Lanka. Ihr Vater Sunamabanda ist ein angesehener Elefantenführer, ein Mahut im Elefanten-Waisenhaus von Pinnawala. Dieser Beruf ist seit jeher Männern vorbehalten. Dennoch möchte Chandani in die Fußstapfen ihres Vaters treten, was dieser zunächst ablehnt. Da er aber keinen Sohn hat, an den er das Familienwissen weitergeben kann, beschließt Sunamabanda, seiner Tochter eine Chance zu geben: Sie soll das Elefantenkalb Kandula pflegen und dabei beweisen, dass sie es mit ihrem Wunsch ernst meint. Chandani zeigt im Umgang mit dem Tier großes Talent und ist eine wissbegierige Schülerin, dennoch missbilligen die Kollegen ihres Vaters den Verstoß gegen die Tradition. Allein der Wildhüter und ehemaliger Mahut Mohammed Raheem, der im Nationalpark Uda Walawe arbeitet, unterstützt das Mädchen. Als Chandani mit ihrem Elefanten an einer Perahera, einer buddhistischen Prozession, teilnehmen darf, scheint sie ihrem Ziel ein Stück näher gekommen zu sein. Doch es liegt noch ein langer Weg vor ihr, bis sie sich ihren Traum erfüllen kann.

## Kritiken und Auszeichnungen
Chandani und ihr Elefant startete im November 2010 mit 30 Kopien. Erste Kritiken bewerten den Film durchweg positiv und begrüßen das Experiment eines abendfüllenden Dokumentarfilms für Kinder. Das Hamburger Abendblatt lobt den Film als eine „wunderbare, sehr kindgerechte Dokumentation zum Thema“, Film.de bezeichnet den Film als „ein liebenswertes Erlebnis für Tierfreunde, die erstaunlich viel Wissenswertes über Elefanten erfahren“, und dies auf „berührende, aber nie kitschige Art“. Und Joachim Kurz schreibt auf dem Filmportal Kino-Zeit zu dem Film: „Arne Birkenstocks halbfiktionaler Dokumentarfilm Chandani und ihr Elefant ist ein Kinderfilm, wie man ihn nicht oft zu sehen bekommt. Trotz seiner scheinbar recht einfachen Geschichte und der schlichten und schnörkellosen Inszenierung bietet er eine Menge Einblicke und reißt zahlreiche Themen an, ohne sich dabei zu verzetteln oder fragmentarisch zu wirken. Wir bekommen einen stimmigen Eindruck vom Leben in Sri Lanka und die Schwierigkeiten der Mädchen dort, sich in einer nach wie vor patriarchalisch geprägten Welt durchzusetzen. Zugleich fasziniert der Film als liebevolle Beschreibung des vom Aussterben bedrohten Berufs des Mahout und als ganz persönliche Schilderung des Verhältnisses von Mensch und Tier in einer fremden und exotischen Welt, die man schnell zu verstehen lernt. (…) Und so ist Chandani und ihr Elefant ein sehenswerter und liebevoller Kinderfilm, der vor allem Mädchen ansprechen dürfte und der am Ende sowohl kleine wie auch große Zuschauer zu Tränen rührt. Das Erstaunliche: Selbst wer normalerweise eher normale Kinder- und Jugendfilme gewohnt ist, kommt bei dieser Geschichte eines Mädchens, das sich gegen alle Widerstände durchsetzt, auf seine Kosten. Auch wenn die Probleme von Mädchen hierzulande ganz andere sein mögen als im fernen Sri Lanka – der Mut von Chandani, für ihre Träume einzustehen, kann durchaus als Vorbild dazu dienen, seinen Weg mit Entschlossenheit zu verfolgen.“
Der Film lief unter anderem im Wettbewerb des Kinderfilmfestivals Goldener Spatz, beim Festival NaturVision, auf der Filmkunstmesse Leipzig und beim Kinofest Lünen. Beim „Chicago International Children’s Film Festival“, dem größten Kinderfilmfestival der Welt, wurde der Film von einer Kinderjury mit dem ersten Preis für den besten Dokumentarfilm ausgezeichnet. VISION KINO, das Netzwerk für Film und Medienkompetenz von Filmförderungsanstalt, Beauftragten der Bundesregierung für Kultur und Medien, Deutscher Kinemathek und „Kino macht Schule“ empfiehlt den Film für die Arbeit mit Kindern und Jugendlichen im Schulunterricht und gab ihn im November als monatlichen Filmtipp heraus. Im Februar 2011 wählte das Berliner Kinderkinobüro den Film zum „Kinderfilm des Monats“. Für 2011 wurde „Chandani und ihr Elefant“ außerdem zum Wettbewerb von SPROCKETS, dem internationalen Kinderfilmfestival des Toronto International Film Festival eingeladen. 2011 gewann Chandani und ihr Elefant den Deutschen Filmpreis in der Kategorie Bester Kinder- und Jugendfilm.
Die von Arte sowie der deutschen Hörfilm GGmbH für Fernsehausstrahlungen produzierte und von Uta Maria Torp gesprochene Audiodeskription des films wurde 2012 mit einem Sonderpreis des deutschen Hörfilmpreises ausgezeichnet.

## Weitere Fakten
Kan̆dula (sin. කඳුල) ist auch der Name eines legendären Elefanten des Königs Duṭṭhagāmaṇī (2. Jh. v. Chr.) aus der Chronik Mahāvaṃsa.
Chāndanī (sin. චාන්දනී – Mondlicht) hat inzwischen ihr Abitur und ein Praktikum im Nationalpark gemacht und überlegt, Tiermedizin zu studieren.